# Péter Piti
Péter Piti (ur. 4 czerwca 1935 w Szentes, zm. 31 stycznia 1978 w Budapeszcie) – węgierski zapaśnik walczący w stylu klasycznym. Olimpijczyk z Rzymu 1960, gdzie zajął czwarte miejsce w kategorii 87 kg.
- Turniej w Rzymie 1960

Pokonał Antonio Cerroniego z Włoch, Kurta Rusterholza ze Szwajcarii i José Panizo z Hiszpanii, a przegrał z Giwi Kartoziją z ZSRR i Krali Bimbałowem z Bułgarii.